# Anne-Frank-Gymnasium Erding
Das Anne-Frank-Gymnasium Erding (AFG Erding) ist ein Gymnasium. Es befindet sich südlich des Stadtkerns am Stadtpark von Erding und bietet zwei Ausbildungsrichtungen an: eine naturwissenschaftlich-technologische und eine sprachliche.

## Geschichte

### Erste Jahre
1938 wurde das Gymnasium gegründet.
Das Gebäude war bereits seit dem 19. Jahrhundert vom Orden der Armen Schulschwestern als Schule genutzt worden. 1938 löste das nationalsozialistische Regime die Klosterschule auf und widmete das Gebäude um; die Aufbauschule nahm am 26. April 1938 (das Schuljahr begann im Frühjahr) den Betrieb auf und war zunächst nur für Mädchen bestimmt, Knaben kam jedoch ein Gastrecht zu. 1941 wurde mit der 6-klassigen Oberschule für Jungen ein neuer Schultyp eingerichtet.
Im Frühjahr 1945 wurde im Schulgebäude ein Flüchtlingslager eingerichtet. Im November 1945 konnte der Unterricht provisorisch wieder aufgenommen werden, es mangelte jedoch an Büchern, Heizmaterial, Lehrern und an Räumen, denn im Herbst 1945 war dem Orden der Armen Schulschwestern ihr ehemaliges Schulgebäude zurückgegeben worden. Die 6-klassige Oberschule für Jungen, mit der Bezeichnung „Oberrealschule“ wurde um eine Oberstufe erweitert.
Im Oktober 1951 wurde mit dem Neubau auf der Heilig-Geist-Wiese begonnen.

### 1950er und 1960er Jahre
Im April 1953 konnten 11 Klassen den ersten Bauabschnitt beziehen, der bis 1961 erweitert wurde. Der Bau, der für 400 Schülerinnen und Schüler konzipiert war, wurde bald zu eng. 1963 übernahm der Landkreis Erding die Trägerschaft der Schule von der Stadt. 1966 wurde der neusprachliche Zweig eingeführt. 1969 gab es 878 Schüler.

### 1970er Jahre bis heute
Im Herbst 1970 nahm die Schule am Schulversuch „Kooperative Gesamtschule“ teil. 1971 wurde ein Schulversuch zur Neugestaltung der Oberstufe aufgenommen, der 1977 zur Einführung der Kollegstufe an allen Gymnasien Bayerns führte.
1984 wurde die Schultheatergruppe mit dem Kulturpreis des Landkreises Erding ausgezeichnet.
1999 feierte man die 30-jährige Partnerschaft mit der Partnerschule Lycée Freppel in Obernai. Auch mit Italien, England, Australien, USA und Polen baute die Schule Austauschprogramme auf.
2000 beteiligte sich das Gymnasium Erding an einem Schulversuch mit dem Titel „Achtjähriger Durchlauf durch das Gymnasium“.
Am 1. August 2005 wurde der Schule durch das Bayerische Staatsministerium für Unterricht und Kultus der Name Anne-Frank-Gymnasium Erding verliehen. Vor der Namensgebungsfeier am 7. Juli 2006 organisierte die Schule im Juni eine Ausstellung über Anne Frank in Zusammenarbeit mit dem Anne Frank Zentrum in Berlin.

## Auszeichnungen
- MINT-freundliche Schule
- Seit 2015: Fair-Trade-Schule[3]
- 2017: Umweltpreis[4]